# Bagala
Bagala ("Oszustka") – hinduistyczna bogini czarnej magii, trucizn i okrucieństwa, jedna z bogiń mahawidja. Wyobraża się ją jako kobietę o żurawiej głowie. Podżega ludzi do tortur.